# Boulevard de la Prairie-au-Duc
Le boulevard de la Prairie-au-Duc est une voie de la commune française de Nantes.

## Situation et accès
Dans sa dénomination actuelle, cette voie rectiligne qui traverse l'île sur un axe orienté est-ouest, part de la place de la République pour aboutir boulevard des Antilles.
Sur son tracé, il rencontre successivement les rues de la Candiserie, Alain-Barbe-Torte, Jean-Simon-Voruz, Henri-Edmond-Fouché, la place de la Gare-de-l'État, les rues Philomène-Cadoret, Oum-Kalthoum, Léon-Durocher, l'allée Joséphine-Baker, la rue Arthur-III, la place Albert-Camus, le boulevard Léon-Bureau, la rue Maya-Angelou, l'esplanade des Riveurs, la rue Lucretia-Mott, l'esplanade Édouard-Glissant, l'allée Susan-Brownell-Anthony, les rues René-Siegfried, Magdeleine, Ruth-First, Nadine-Gordimer et enfin les allées Miriam-Makeba et Lucy-Stone.

## Origine du nom
Lors de sa création sur l'île de la Prairie-au-Duc, l'artère se nommait « rue de la Prairie-au-Duc » (dénomination qui s'étendait également sur l'ensemble de l'actuel boulevard Babin-Chevaye) et constituait avec 1,7 km l'une des plus longues voies publiques de la ville. La totalité de cette rue d'ailleurs fut baptisée par la délibération du Conseil municipal du 1er juin 1887, « boulevard Babin-Chevaye », dont la partie occidentale à l'ouest de la place de la République prit sa dénomination actuelle dans le courant des années 1930.

## Historique
Créé au XIXe siècle, lors de l'industrialisation de l'île de la Prairie au Duc, le côté nord du boulevard était occupé par les chantiers navals Dubigeon qui restèrent en activité jusqu'en 1987, tandis que le côté sud était bordé par les anciennes emprises de la gare de l'État inaugurée en 1887 (devenue « Maison des syndicats » en 2001) et celle du Sernam (hangars démolis en 2012).
Dans le cadre de la rénovation urbaine de l'île de Nantes, une partie du boulevard a été mise à sens unique (sens de circulation ouest-est entre le boulevard Léon-Bureau et la place de la République) pour la ligne de Chronobus C5 (inaugurée le 26 août 2013). Cette ligne doit drainer à l'avenir le nouveau « écoquartier de la Prairie-au-Duc » d'une surface totale de 50 000 m2 environ, répartis de part et d'autre de l'artère (la desserte du côté sud de ce quartier doit être complétée par le boulevard de l'Estuaire, parallèle à celui de la Prairie-au-Duc, lui aussi à sens unique pour le chronobus et assurant la circulation dans le sens est-ouest, entre les boulevards Victor-Hugo et des Antilles). Constitué d'habitats, de bureaux, de commerces et d'équipements publics, les premières livraisons, prévues en 2012, ont été accompagnées par l'inauguration du « groupe scolaire Aimé-Césaire ».
Le terminus de la ligne de Chronobus C5, qui a été mise en service le 26 août 2013, baptisé « Quai des Antilles », est situé à l'extrémité ouest du boulevard.
Depuis la rentrée 2017, un immeuble baptisé « Médiacampus » (dont la construction avait débuté en septembre 2015) accueille conjointement la grande école privée de communication SciencesCom, la télévision locale Télénantes et les entreprises B Side ainsi que Lone Stone Studio à des fins synergiques. Ce bâtiment de 5 800 m2 de surface qui s’élève sur cinq niveaux a été livré en juin 2017.
Le 27 février 2020, la ligne de Chronobus C5, prolongée quelques semaines auparavant au Hangar à Bananes, est remplacée par la ligne 5 de Busway.

## Voies secondaires

### Côté sud
Les voies suivantes rejoignent le boulevard de l'Estuaire.

#### Rue de la Candiserie
Le conseil municipal approuve, le 26 septembre 2008, l'attribution de ce nom en référence à l’activité de fabrication de sucre candi (cristaux à facettes et angles nets utilisés au sucrage des vins de Champagne) dont le créateur fut le raffineur nantais André Cossé en 1837 (Cossé-Duval),.

#### Rue Jean-Simon-Voruz
Le conseil municipal approuve, le 20 juin 2008, l'attribution de ce nom en référence à Jean-Simon Voruz (1810-1896), industriel et homme politique nantais qui jouera un rôle important dans l'industrialisation de la ville. Elle remplace une précédente « Rue Jean-Voruz » située le site des anciens chantiers Dubigeon (actuel parc des Chantiers) qui avait disparu lors d'aménagements successifs,.

#### Rue Henri-Edmond-Fouché
Le conseil municipal approuve, le 20 juin 2008, l'attribution de ce nom en référence à Henri-Edmond Fouché (1860 - 1943), industriel, qui associé à Eugène Guillet de la Brosse (1857 - 1939), fondera l'un des nombreux chantier naval que comptera la ville de Nantes, l'Établissement de la Brosse et Fouché, devenu en 1909, les Ateliers et chantiers de Bretagne (ACB),.

#### Rue Oum-Kalthoum
Le conseil municipal approuve, le 9 décembre 2016, l'attribution de ce nom en référence à la chanteuse et actrice égyptienne Oum Kalthoum (1898-1975), dans le cadre de la politique de féminisation des noms de voies publiques,.

#### Allée Joséphine-Baker
Le conseil municipal approuve, le 9 décembre 2016, l'attribution de ce nom en référence à la chanteuse, danseuse, actrice, meneuse de revue et résistante américaine naturalisée française Joséphine Baker (1906-1975), dans le cadre de la politique de féminisation des noms de voies publiques,.

#### Rue Maya-Angelou
Le conseil municipal approuve, le 9 décembre 2016, l'attribution de ce nom en référence à la poétesse, écrivaine, actrice et militante américaine Maya Angelou (1928-2014), figure importante du mouvement américain pour les droits civiques, dans le cadre de la politique de féminisation des noms de voies publiques,.

#### Rue Lucretia-Mott
Le conseil municipal approuve, le 9 décembre 2016, l'attribution de ce nom en référence à la féministe, abolitionniste éducatrice et prédicatrice quaker américaine Lucretia Mott (1793-1880), dans le cadre de la politique de féminisation des noms de voies publiques,.

#### Allée Susan-Brownell-Anthony
Le conseil municipal approuve, le 9 décembre 2016, l'attribution de ce nom en référence à la militante américaine des droits civiques Susan B. Anthony (1820-1906), qui joua rôle central dans la lutte pour le suffrage des femmes aux États-Unis, dans le cadre de la politique de féminisation des noms de voies publiques,.

#### Rue Ruth-First
Le conseil municipal approuve, le 9 décembre 2016, l'attribution de ce nom en référence à la chercheuse sud-africaine, Ruth First (1925-1982), connue pour son engagement dans la lutte contre l'apartheid, dans le cadre de la politique de féminisation des noms de voies publiques,.

#### Allée Miriam-Makeba
Le conseil municipal approuve, le 9 décembre 2016, l'attribution de ce nom en référence à la chanteuse d'ethno-jazz et une militante politique sud-africaine, Miriam Makeba (1932-2008), connue pour son engagement dans la lutte contre l'apartheid, dans le cadre de la politique de féminisation des noms de voies publiques,.

### Côté nord

#### Esplanade Édouard-Glissant
Le conseil municipal approuve, le 5 octobre 2012, l'attribution de ce nom en référence à Édouard Glissant, écrivain, poète et essayiste Martiniquais fondateur des concepts d'« antillanité », de « créolisation » et de « tout-monde ». Cette voie piétonne est composée de deux sections : la plus longue dessert l'école Aimé Césaire sur le côté ouest de celle-ci afin de rejoindre le mail des Chantiers, tandis qu'une section perpendiculaire à la première aboutit à la rue René-Siegfried,.

#### Rue René-Siegfried
Le conseil municipal approuve, le 8 février 2013, l'attribution à cette voie reliant le Mail des Chantiers, à la limite du parc des Chantiers, au boulevard de la Prairie-au-Duc, le nom de René Siegfried (1906-1959), qui fut directeur des ports de Nantes et de Saint-Nazaire dans les années 1950. Il est à noter que le nom de « René Siegfried » avait été attribué auparavant par délibération du 27 septembre 1965 à un square situé à la pointe de l’île Gloriette, entre la capitainerie et l'actuelle passerelle Victor-Schœlcher. Celui-ci disparu à la suite de la réalisation du mémorial de l'abolition de l'esclavage,.

#### Rue Magdeleine
Le conseil municipal approuve, le 2 novembre 2015, l'attribution à cette voie reliant le Mail des Chantiers, à la limite du parc des Chantiers, au boulevard de la Prairie-au-Duc, en hommage à une esclave guyanaise, mi-africaine, mi-amérindienne, prénommée Magdeleine qui fut accusée d'avoir empoisonné deux régisseurs blancs en 1831. Le nom fut proposé par les élèves d'une classe de terminale du lycée polyvalent Bertène-Juminer de Saint-Laurent-du-Maroni, alors en visite à Nantes le 10 mai 2015, lors des cérémonies en mémoire de l'abolition de l'esclavage,,.

#### Rue Nadine-Gordimer
Le conseil municipal approuve, le 2 novembre 2015, l'attribution à cette voie reliant le Mail des Chantiers, à la limite du parc des Chantiers, au boulevard de la Prairie-au-Duc, en mémoire de l'écrivaine Sud-africaine Nadine Gordimer qui milita contre l'apartheid au sein de l'ANC,.

#### Allée Lucy-Stone
Le conseil municipal approuve, le 7 octobre 2016, l'attribution à cette voie reliant le Mail des Chantiers, à la limite du parc des Chantiers, au boulevard de la Prairie-au-Duc, en mémoire de l'universitaire américaine Lucy Stone qui milita pour la cause féministe et abolitionniste,.

### Coordonnées des lieux mentionnés
1. ↑  Rue de la Candiserie : 47° 12′ 17″ N, 1° 33′ 19″ O
2. ↑  Rue Jean-Simon-Voruz : 47° 12′ 17″ N, 1° 33′ 28″ O
3. ↑  Rue Henri-Edmond-Fouché : 47° 12′ 16″ N, 1° 33′ 31″ O
4. ↑  Rue Oum-Kalthoum : 47° 12′ 15″ N, 1° 33′ 38″ O
5. ↑  Rue Oum-Kalthoum : 47° 12′ 15″ N, 1° 33′ 40″ O
6. ↑  Rue Maya-Angelou : 47° 12′ 14″ N, 1° 33′ 51″ O
7. ↑  Rue Lucretia-Mott : 47° 12′ 14″ N, 1° 33′ 54″ O
8. ↑  Allée Susan-Brownell-Anthony : 47° 12′ 13″ N, 1° 33′ 59″ O
9. ↑  Rue Ruth-First : 47° 12′ 13″ N, 1° 34′ 06″ O
10. ↑  Allée Miriam-Makeba : 47° 12′ 12″ N, 1° 34′ 09″ O
11. ↑  Esplanade Édouard-Glissant : 47° 12′ 17″ N, 1° 33′ 58″ O
12. ↑  Rue René-Siegfried : 47° 12′ 16″ N, 1° 34′ 01″ O
13. ↑  Rue Magdeleine : 47° 12′ 16″ N, 1° 34′ 06″ O
14. ↑  Rue Nadine-Gordimer : 47° 12′ 15″ N, 1° 34′ 09″ O
15. ↑  Allée Lucy-Stone : 47° 12′ 15″ N, 1° 34′ 10″ O